# West African Power Pool
Der West African Power Pool, kurz WAPP (franz.: Système d'échanges d'énergie électrique Ouest Africain, kurz EEEOA) ist der Verbund der nationalen Stromunternehmen der ECOWAS-Staaten mit Sitz in Cotonou, Benin. Der WAPP wurde im Jahr 2000 gegründet.

## Auftrag und Ziel
Der WAPP orientiert seine Arbeit an folgenden Zielen:
- Schaffung einer offiziellen und breiten Zusammenarbeit unter den Mitgliedsstaaten zur Erzeugung und Übertragung von elektrischer Energie mit dem Ziel, die gesamte Stromproduktion und die Betriebssicherheit der Netze in der Subregion zu erhöhen;
- Erhöhung der Zuverlässigkeit und der Qualität der Stromversorgung in der gesamten Region;
- Reduktion der Netzwerkkosten im operativen Betrieb;
- Erhöhung der für den Netzausbau notwendigen Investitionsmittel durch die Implementierung grenzüberschreitender Projekte;
- Schaffung eines attraktiven Umfelds für potentielle Investoren;
- Vereinheitlichung von Standards und Regulierungen im Stromsektor;
- Schaffung von zuverlässigen und transparenten Mechanismen für die Zahlungsabwicklung bei Energiegeschäften;
- Generelle Erhöhung der Energieversorgung in der Region.

## Geschichte
Die Gründung wurde anlässlich des 22. ECOWAS-Gipfels 1999 beschlossen. Ihre heutigen Form geht auf einen Beschuss des 29. ECOWAS-Gipfels vom 12. Januar 2006 zurück, die eigentliche Gründungsversammlung fand im Juli 2006 in Cotonou statt.

## Mitglieder
| Land           | Produktions- und Vertriebsgesellschaft                                                 | Stromproduktion (MWh/Jahr) |
| -------------- | -------------------------------------------------------------------------------------- | -------------------------- |
| Benin          | Société Béninoise d’Energie Electrique (SBEE) and Communauté Électrique du Bénin (CEB) | 311,6                      |
| Burkina Faso   | Société nationale d’électricité du Burkina                                             | 944                        |
| Kap Verde      | Electra                                                                                | 469                        |
| Elfenbeinküste | Société de Gestion du Patrimoine du Secteur de l'Electricité (SOGEPE)                  | 8.262                      |
| Gambia         | National Water and Electricity Company (NAWEC)                                         | 240                        |
| Ghana          | Volta River Authority and Electricity Company of Ghana                                 | 11.090                     |
| Guinea         | Electricité de Guinée                                                                  | 1000                       |
| Guinea-Bissau  | Electricidade e Aguas da Guine-Bissau                                                  | 34                         |
| Liberia        | Liberian Electricity Corporation                                                       | 70                         |
| Mali           | Energie du Mali                                                                        | 2.175                      |
| Nigeria        | National Electric Power Authority                                                      | 29.830                     |
| Senegal        | Société d'Électricité du Sénégal                                                       | 3.673                      |
| Sierra Leone   | National Power Authority                                                               | 175                        |
| Togo           | Compagnie Energie Electrique du Togo                                                   | 78.8                       |